# Ојстро (Лашко)
Ојстро (словен. Ojstro) је насељено место у општини Лашко, Савињска регија, Словенија.

## Историја
До територијалне реорганизације у Словенији било је у саставу старе општине Лашко.

## Становништво
У попису становништва из 2011. године, Ојстро је имало 105 становника.
| Број становника према пописима | Број становника према пописима | Број становника према пописима |
| ------------------------------ | ------------------------------ | ------------------------------ |
| 1991                           | 2002                           | 2011                           |
| 115                            | 117                            | 105                            |

Напомена: Године 1952. повећано за насеље Жиковица, које је укинуто. Године 1984. умањено за део насеља који је припојен насељу Лашко.